# Vua đầu bếp châu Á
Vua đầu bếp châu Á (tiếng Anh: MasterChef Asia) là một game show nấu ăn cạnh tranh trong khu vực dựa trên chương trình MasterChef gốc của Anh. Chương trình được sản xuất bởi Lifetime Asia. Tổng cộng có 15 đầu bếp gia đình từ các khu vực khác nhau trên khắp châu Á (Trung Quốc, Ấn Độ, Indonesia, Malaysia, Philippines, Singapore, Đài Loan, Việt Nam) đã thi đấu trong mùa đầu tiên của MasterChef Asia. Chương trình được đánh giá bởi đầu bếp ẩm thực sinh ra ở Hồng Kông, Susur Lee; đầu bếp 3-Michelin Bruno Ménard; và Audra Morrice sinh ra ở Singapore, một người vào chung kết Vua đầu bếp Australia. Từ bếp Vua đầu bếp đến các thử thách ngoài địa phương và ở nước ngoài, 15 tập phim sẽ đạt đến đỉnh cao trong một lần nấu ăn tại nhà giành được danh hiệu Vua đầu bếp Châu Á đầu tiên.

## Xếp hạng
| Quốc gia     | Các mùa                     | Các mùa |
| Quốc gia     | 1                           |         |
| ------------ | --------------------------- | ------- |
| Singapore    | * Thứ 6                     |         |
| Campuchia    |                             |         |
| Trung Quốc   | Thứ 12                      |         |
| Hồng Kông    |                             |         |
| Ấn Độ        | Thứ 4                       |         |
| Indonesia    | Thứ 10/13                   |         |
| Nhật Bản     |                             |         |
| Kazakhstan   |                             |         |
| Kyrgyzstan   |                             |         |
| Lào          |                             |         |
| Malaysia     | Thứ 2/3/15                  |         |
| Mông Cổ      |                             |         |
| Myanmar      |                             |         |
| Nepal        |                             |         |
| Philippines  | Thứ 9/11/11/14              |         |
| Singapore    | Người chiến thắng / thứ 6/8 |         |
| Sri Lanka    |                             |         |
| Hàn Quốc     |                             |         |
| Đài Loan     | thứ 7                       |         |
| Tajikistan   |                             |         |
| Thái Lan     |                             |         |
| Turkmenistan |                             |         |
| Uzbekistan   |                             |         |
| Việt Nam     | thứ 5                       |         |

     mô tả quốc gia chiến thắng.
     mô tả quốc gia Á quân.
     mô tả quốc gia không tham gia.

### Trung Á
| Mùa | Kazakhstan | Kyrgyztan | Tajikistan | Turkmenistan | Uzbekistan |
| --- | ---------- | --------- | ---------- | ------------ | ---------- |
| 1   | —          | —         | —          | —            | —          |

### Đông Á
| Mùa | Trung Quốc | Hồng Kông | Nhật Bản | Mông Cổ | Hàn Quốc | Đài Loan   |
| --- | ---------- | --------- | -------- | ------- | -------- | ---------- |
| 1   | Alice Peng | —         | —        | —       | —        | Blance Chu |

### Nam Á
| Mùa | Bangladesh | Ấn Độ       | Nepal | Sri Lanka |
| --- | ---------- | ----------- | ----- | --------- |
| 1   | —          | Priya Barve | —     | —         |

### Đông Nam Á
| Mùa | Campuchia | Indonesia                    | Lào | Malaysia                               | Myanmar | Philippines                          | Singapore                                | Thái Lan | Việt Nam       |
| --- | --------- | ---------------------------- | --- | -------------------------------------- | ------- | ------------------------------------ | ---------------------------------------- | -------- | -------------- |
| 1   | —         | Stefan Pratama Vonny Lestari | —   | Jasbir Kaur Marcus Low Sophia Zulkifli | —       | Jake Aycardo Lica Ibarra Rico Âmncio | Lennard Yeong Sandrian Tan Woo Wai Leong | —        | Đoàn Phương Hà |

## Phát sóng quốc tế
Chương trình đang được TV5 phát sóng tại Philippines vào mỗi tối Chủ nhật lúc 8 giờ tối, bắt đầu từ ngày 8 tháng 11 năm 2015. Tại Indonesia, mỗi thứ Bảy lúc 3 giờ chiều trên TV toàn cầu. Malaysia, thứ Hai hàng tuần lúc 6:30 chiều trên Astro Rịa. Ở Ấn Độ vào mỗi thứ Bảy lúc 10:00 tối trên Star World Premiere. Tại Singapore, trên Kênh 5, bắt đầu lúc 10:30 tối, Chủ nhật hàng tuần.